# Shivaphis celti
Shivaphis celti är en insektsart. Shivaphis celti ingår i släktet Shivaphis och familjen långrörsbladlöss. Inga underarter finns listade i Catalogue of Life.